# Parafia Matki Bożej Bolesnej w Nadybach
Parafia Matki Bożej Bolesnej w Nadybach − parafia rzymskokatolicka znajdująca się w archidiecezji lwowskiej w dekanacie Sambor.